# Maison, 31 rue Émile Giros
La maison située 31 rue Émile-Giros est un édifice situé dans la ville de Saint-Dizier, dans la Haute-Marne en région Grand Est.

## Histoire
La façade et la toiture à l'exclusion de son retour sur la rue des Pressoirs sont inscrites au titre des monuments historiques par arrêté du 3 février 1971.